# Herramienta de corrección y optimización
En informática, las herramientas de corrección y optimización son las encargadas de modificar un software para que funcione con más eficiencia o con un menor uso de recursos. Normalmente a los programas informáticos se les optimiza para que funcionen de manera más rápida, que sean capaces de trabajar con un menor uso de memoria o que usen menos energía.
Aunque la palabra optimización tiene la misma raíz que óptima, raramente se produce un software óptimo con el simple uso de dichas herramientas. El sistema optimizado será óptimo únicamente para una aplicación o una simple audiencia. Uno puede reducir el tiempo que tarda un programa en ejecutarse a cambio de que utilice más memoria. En casos donde la memoria sea escasa se deberá elegir que el programa funcione más lento.
Normalmente no existe una "configuración perfecta", así que los ingenieros suelen optimizar los atributos dependiendo de los intereses de dicha aplicación. Además, el esfuerzo necesario para crear un software óptimo (imposible de mejorar) es mucho mayor a las ventajas que este recibiría, así pues el proceso de optimización puede ser parado antes de llegar a una opción totalmente óptima. Afortunadamente, las mayores mejoras suelen ser las primeras en aplicarse.
- Datos: Q28502966